# Fealdad

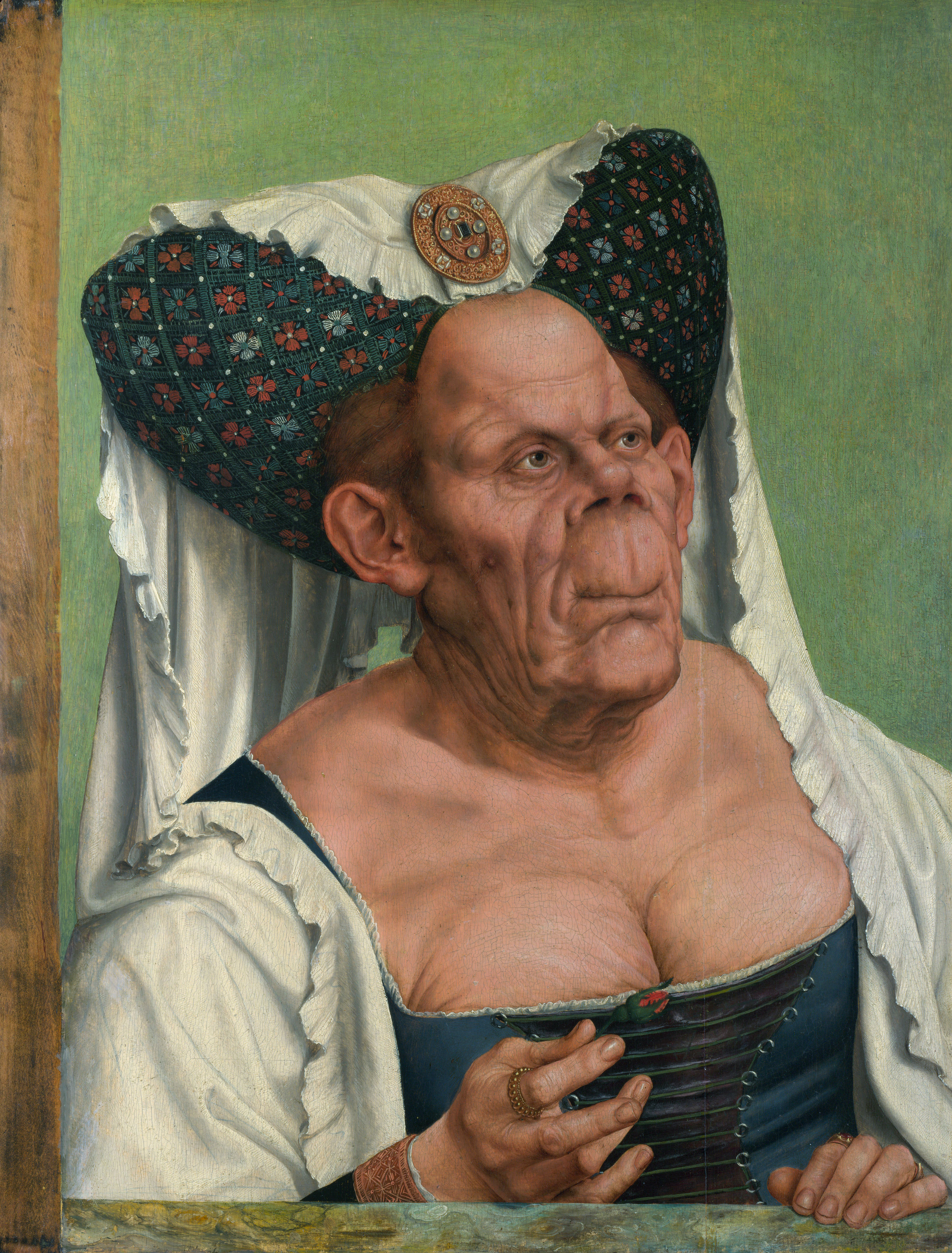
La duquesa fea (1513) pintado por Quentin Massys.

La fealdad es el alejamiento del canon de belleza que es el conjunto de aquellas características que una sociedad considera convencionalmente como lindo, atractivo o deseable, sea en una persona u objeto. Usualmente indica hacia algo que provoca repulsión o terror. El término, sin embargo, es usado con mayor frecuencia en referencia a la apariencia humana. El concepto opuesto a la fealdad es la belleza. 
Algunas personas afirman que la fealdad es solo cuestión de estética subjetiva, asegurando que una persona puede percibir como bello algo que alguna otra persona perciba como feo. No obstante, el punto de vista predominante en el mundo científico es que la fealdad humana es parte de la selección sexual, un indicador de una salud física y una herencia genética pobre o débil.
Una persona podría considerarse fea cuando la proyección de su apariencia no es armónica en sus rasgos visuales; sino más bien presenta una proyección disruptiva de su rasgo frente en una primera impresión visual o bien; si es comparada frente a una persona que se considera bella donde la diferencia y atractivo es demasiado notable.

## La fealdad según Umberto Eco
Para Umberto Eco, la fealdad debe ser definida a través de la belleza. Sin embargo, ambos términos deben ser entendidos de acuerdo al momento histórico e incluso a las tendencias del momento. Es decir, lo que hoy es considerado feo, pudo haber sido considerado bello hace unos años; y de igual forma, lo que en el pasado pudo ser considerado feo hoy puede ser una gran obra de arte. A partir de esta consideración, se llegan a descubrir términos como kitsch, que en este contexto, es básicamente el arte que se considera una copia vulgar y fuera de moda de un estilo existente. También, el camp, que basa toda su estética en las cosas de mal gusto, las excentricidades, y las cosas que son lo que no son, como las actuaciones exageradas o las afeminaciones.

## La fealdad entre la gente
Aunque usualmente se piensa en fealdad en términos de falta de belleza física, el concepto —como el de la belleza— también suele utilizarse para describir otros fenómenos, como la música, la literatura, etc. Una cultura que impone su ley mediante conquista o mediante influencia económica, militar o política, también hace prevalecer sus propios cánones de belleza como un medio de control y manipulación de las culturas sometidas, que, al margen de la sociedad dominante, quedan sujetas al rechazo de sus propios cánones culturales. Algo semejante ocurre, en el plano individual, cuando una persona se siente fuera de su contexto original —por ejemplo, al viajar al extranjero— y supone que las cosas que lo rodean, incluyendo la comida, el lenguaje y la moda, son necesariamente "más bellas" en su contexto familiar. Todos estos procesos han tenido mucha importancia en la conformación de los conceptos de belleza y fealdad en el mundo de habla hispana, en que se encuentran imbricados culturas y modos de pensar de varias formas.

## La fealdad en la mitología y leyendas
En la mitología y leyendas podemos encontrar numerosos ejemplos representativos; como el dios griego Hefestos, el mito Chilote del Trauco y la Fiura, etc.